# Иритуя

Иритуя на карте штата.

Иритуя (порт. Irituia) — муниципалитет в Бразилии, входит в штат Пара. Составная часть мезорегиона Северо-восток штата Пара. Входит в экономико-статистический микрорегион Гуама. Население составляет 31 364 человека на 2010 год. Занимает площадь 1379,362 км². Плотность населения — 22,74 чел./км².

## История
Город основан 12 октября 1867 года.

## Демография
Согласно сведениям, собранным в ходе переписи 2010 г. Национальным институтом географии и статистики (IBGE), население муниципалитета составляет:																		
| Полное население                               | Полное население                               | Полное население                               | Полное население                               | 31 364 |
| ---------------------------------------------- | ---------------------------------------------- | ---------------------------------------------- | ---------------------------------------------- | ------ |
| в том числе:                                   | Городское население                            | 6524                                           | Процент городского населения, %                | 20,80  |
|                                                | Сельское население                             | 24 840                                         | Процент сельского населения, %                 | 79,20  |
|                                                | Мужское население                              | 16 261                                         | Процент мужского населения, %                  | 51,85  |
|                                                | Женское население                              | 15 103                                         | Процент женского населения, %                  | 48,15  |
| Плотность населения, чел/км²                   | Плотность населения, чел/км²                   | Плотность населения, чел/км²                   | Плотность населения, чел/км²                   | 22,74  |
| Население муниципалитета в % к населению штата | Население муниципалитета в % к населению штата | Население муниципалитета в % к населению штата | Население муниципалитета в % к населению штата | 0,41   |

По данным оценки 2015 года население муниципалитета составляет 31 654 жителя.

## Статистика
- Валовой внутренний продукт на 2003 год составляет 50 512 304,00 реалов (данные: Бразильский институт географии и статистики).
- Валовой внутренний продукт на душу населения на 2003 год составляет 1668,12 реалов (данные: Бразильский институт географии и статистики).
- Индекс развития человеческого потенциала на 2000 год составляет 0,674 (данные: Программа развития ООН).

## Важнейшие населенные пункты
| № | Населённый пункт | Населённый пункт (порт.) | Категория | Население чел. (2010) | На карте                       |
| - | ---------------- | ------------------------ | --------- | --------------------- | ------------------------------ |
| 1 | Иритуя           | Irituia                  | город     | 6524                  | 1°46′18″ ю. ш. 47°26′29″ з. д. |
| 2 | Километро 14     | Km 14                    | поселок   | 2246                  | 1°44′31″ ю. ш. 47°29′55″ з. д. |
| 3 | Сан-Раймунду     | São Raimundo             | поселок   | 719                   | 1°42′27″ ю. ш. 47°30′12″ з. д. |
| 4 | Итабокал         | Itabocal                 | поселок   | 629                   | 1°52′08″ ю. ш. 47°23′31″ з. д. |
| 5 | Патримониу       | Patrimônio               | поселок   | 567                   | 1°57′34″ ю. ш. 47°18′15″ з. д. |
| 6 | Тессалоника      | Tessalônica              | поселок   | 419                   | 1°48′09″ ю. ш. 47°19′31″ з. д. |